# إلياس مزراحي
إلياس مزراحي القُسطنطيني (بالعبرية: אליהו מזרחי) (ق. 1455 - 1525 أو 1526) هو حاخام ومن عُلماء التلمود والرياضيات وأحد فُقهاء شريعة اليهود في عصره. من أبرز أعماله «السفر المزراحي»، وهو تعليقٌ على تعليق الحاخام سُليمان بن إسحٰق الطُرشي (الشهير بِراشي)، على التوراة. لُقِّب بِـ«ريم» (بالعبرية: רא״ם)، وأصبح هذا اسمه اليهودي المُختصر، وهو اسمٌ لِنوعٍ من الحيوانات المذكورة في التوارة ويُعتقد أنَّ معناه «أُحادي القرن».

## حياته
وُلد إلياس مزراحي في إسلامبول وسط عائلةٍ يهوديَّةٍ روميَّة، بِمعنى أنَّ أُسرته من اليهود الأصليين أهل اليونان العُثمانيَّة، ولا يتحدرون من اليهود الأندلُسيين الذين نزحوا إلى الدولة العُثمانيَّة هربًا من بطش الملكين الكاثوليكيين. درس العُلُوم التلموديَّة والتوراتيَّة على يد الحاخامين «إلياس بن لاوي» و«يهودا مينز» في مدينة  بَاذُوَة التابعة لجمهورية البندقية، فبرع فيها وأظهر تفوُّقًا مُنذُ شبابه، كما برع في بعض العُلُوم الدُنيويَّة وأبرزُها الرياضيَّات والفلك، ويُقال أنَّه من أوائل العُلماء الذين ابتكروا طريقةً لاستخراج الجذر التربيعي. أجاد من اللُغات: العبرانيَّة والروميَّة والتُركيَّة والعربيَّة.
سنة 1497 تولَّى منصب الحاخامباشي لِلدولة العُثمانيَّة خلفًا لموسى كابسالي الذي شُغر المنصب بُعيد وفاته سنة 1495. استمرَّ مزراحي في هذا المنصب طيلة حياته، وتميَّزت حبريَّته بِتسامُحه مع اليهود القرائيُّون، مُتأثرًا بِأفكار أُستاذه إلياس بن لاوي الذي كان يُجيز تعليم التلمود لِلطائفة المذكورة.